# Associated Kyoto Program
Assosiated Kyoto Program（アソシエイテッド・キョウト・プログラム）とは、アメリカの大学に通う学生のための日本留学プログラムである（開講は京都、同志社）。

## 加盟校
加盟校は以下13校である。また、京都アメリカ大学コンソーシアム(KCJS)は本AKPと異なるが類似の運用をされているプログラムである。
- Amherst College（アマースト大学）
- Bates College（ベイツ大学）
- Bucknell University（バックネル大学）
- Carleton College（カールトン・カレッジ）
- Colby College（コルビー大学）
- Conneticut College（コネチカット・カレッジ）
- Mount Holyoke College（マウント・ホリヨーク大学）
- Oberlin College（オーバリン大学）
- Pomona College（ポモナ・カレッジ）
- Smith College（スミス大学）
- Wesleyan University（ウェズリアン大学）
- Williams College（ウィリアムズ大学）
- Whitman College（ウィットマン・カレッジ）